# Descripció geogràfica, històrica i estadística de Bolívia

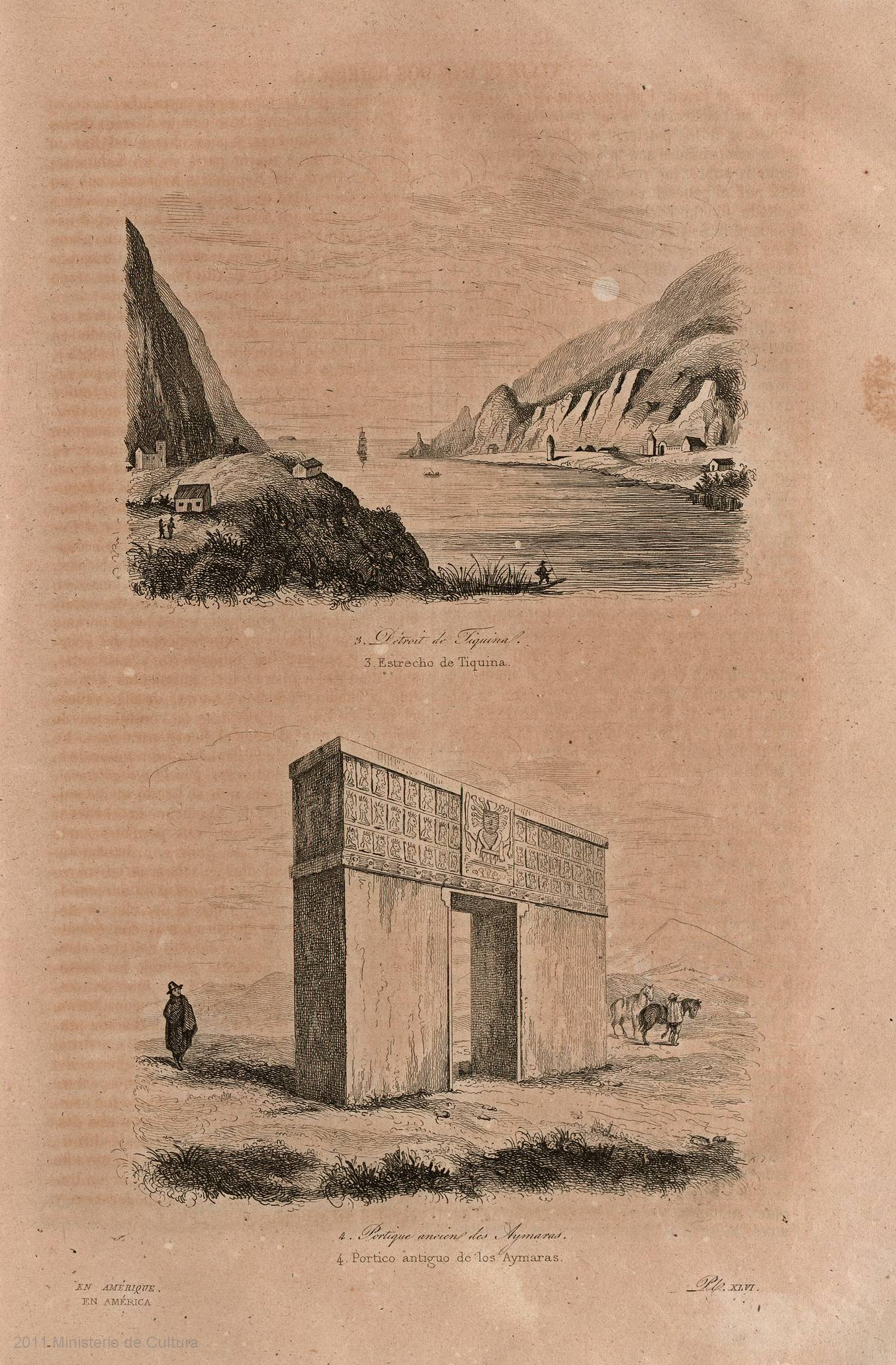
Imatges de l'Estret de Tiquina i la Prta del Sol (Tiwanaku) circa 1842, visitats per d'Orbigny en el seu viatge per Bolívia

Descripció geogràfica, històrica i estadística de Bolívia és un assaig del naturalista i explorador francés Alcide d'Orbigny, que explica dades sobre Bolívia, tot centrant-se'n en la geografia, la cultura, la història i la biodiversitat. Les dades publicades, les replegà d'Orbigny durant el seu viatge a Bolívia, entre els 1830 i 1833, convidat pel govern bolivià. Aquesta obra es recull, després del retorn de d'Orbigny a França (a partir dels 1834-1835), en la seua obra Voyage dans l'Amérique Méridionale (escrita entre els anys 1834-1847). L'assaig es publicà el 1845 a París, per encàrrec del president de Bolívia, José Ballivián, al qual li'l va dedicar.
Durant el seu viatge a Amèrica del Sud, al principi d'Orbigny anà a Bolívia només per a tres mesos, contractat pel llavors president Andrés de Santa Cruz per a recórrer el camí entre Cochabamba i Llanos de Moxos. Tanmateix, a causa de la seua fascinació pel territori bolivià, decideix restar-hi durant tres anys, per a després acabar el seu recorregut pel Perú.
El llibre es va publicar en francés, per la qual cosa l'escriptor i poeta bolivià Ricardo José Bustamante, a qui degué conéixer a París, en feu la traducció a l'espanyol. Del llibre de d'Orbigny només se'n publicà el primer volum, i se'n desconeix la resta.

## Acollida
L'escriptor i historiador bolivià Mariano Baptista Gumucio sosté que l'assaig de d'Orbigny és el manual més complet publicat fins llavors sobre arqueologia, geografia, geologia, zoologia, botànica i lingüística, així com els tipus humans de l'altiplà, la plana i la selva, i els habitants de les ciutats de Bolívia.